# Karl von Drais
Karl von Drais (29. april 1785 i Karlsruhe – 10. december 1851) var opfinder.
Tyskeren Karl von Drais opfandt i 1817 en sparkecykel (efter ham kaldt en draisine), der af mange anses for at være den første reelt fungerende cykel.
Sparkecyklen var ikke Karl von Drais' eneste opfindelse. Han opfandt også den første skrivemaskine med 25 bogstaver, en stenografimaskine med 16 taster og hulstrimmel.